# جوديث كاستيلو
جوديث كاستيلو (بالإسبانية: Judith Castillo) هي عارضة ومحامية فنزويلية، ولدت في 16 يونيو 1958 في كاراكاس في فنزويلا.